# Simsim (Gaza)
Simsim (auch Sumsum; arabisch سمسم) ist ein ehemaliges palästinensisches Dorf, 15 km nordöstlich von Gaza-Stadt.
Simsim lag im Bezirk Gaza des Völkerbundsmandats für Palästina. Im Rahmen des Bürgerkriegs im Mandatsgebiet zwischen nichtjüdischen arabischen und jüdischen Palästinensern wurde es zusammen mit der Bevölkerung des Nachbarortes Nadschd am 12. Mai 1948 zwangsweise geräumt.

## Söhne und Töchter des Ortes
- Jamil al-Majdalawi, palästinensischer Politiker (PFLP)